# Felix Camphausen
Felix Gustav Camphausen (* 6. Mai 1854 in Düsseldorf; † 1910 in Neustadt im Schwarzwald) war ein deutscher Maler der Düsseldorfer Schule.

## Leben
Felix Camphausen war der Sohn des Düsseldorfer Militär- und Schlachtenmalers Wilhelm Camphausen und dessen Ehefrau Antonie Gabriele Charlotte Niemeyer (1824–1893), einer Tochter des Mediziners Carl Eduard Niemeyer (1792–1838), Schwester des königlich württembergischen Leibarztes Felix von Niemeyer sowie Enkelin des Theologen und Bildungspolitikers August Hermann Niemeyer. Über seine Tante Marianne Wilhelmine Niemeyer-Immermann-Wolff (1819–1886) war er Neffe des verstorbenen Schriftstellers Karl Immermann. Über seine Schwester Elise Anna (* 1848) wurde er Schwager des Landschaftsmalers Ferdinand Hoppe und Onkel des Tiermalers Curt Hoppe-Camphausen.
Mit der Malerei kam Felix Camphausen bereits früh durch das Atelier seines Vaters in Kontakt. Zu seinem Vater, in dessen künstlerischem Schatten er stand, hatte er ein vertrauensvolles Verhältnis. Mit ihm pflegte er bis in dessen hohes Alter engen Kontakt. Er studierte Malerei an der Kunstakademie Düsseldorf, wo auch sein Vater ab 1859 unterrichtete. Dort besuchte er in den Jahren 1872 und 1873 die Elementarklasse von Andreas Müller und dessen Hilfslehrer Heinrich Lauenstein. Ferner unterwies ihn in dieser Zeit Wilhelm Roßmann in Kunstgeschichte. Er lebte als Maler in Düsseldorf, im Hause seines Vaters in der Jägerhofstraße 9.
Felix Camphausen war Mitglied des Düsseldorfer Geschichtsvereins und des Künstlervereins Malkasten. Als 1884 Kaiser Wilhelm I. und seine Gemahlin Auguste Düsseldorf besuchten, war er Darsteller in dem von Edmund Henoumont arrangierten Tableau vivant „Der große Kurfürst am Rhein“, das im Rahmen von „Düsseldorfer Festspielen“ am 18. September zu Ehren des Kaiserpaars im Ständehaus aufgeführt wurde. Darin spielten August von der Heydt und Ernest Crofts Generale des Großen Kurfürsten und Emil Hartwich den „alten Derfflinger“, während Camphausen und Heinrich Lueg einfache Soldaten mimten.
Über Camphausens Wirken als Maler ist wenig bekannt. Auf einer Ausstellung des Magdeburger Kunstvereins trat Felix Camphausen 1889 durch ein Stillleben in Erscheinung.